# Christian Mawissa
Christian Mawissa Elebi (Saint-Jean-de-Verges, Francia, 18 de abril de 2005) es un futbolista francés que juega de defensa en el A. S. Monaco F. C. de la Ligue 1.

## Trayectoria
Es canterano del F. C. Pays d'Olmes, F. C. Mirepoix, F. C. Coussatois, F. C. Coussa Hers y Toulouse F. C. Comenzó su carrera profesional con los reservas del Toulouse en 2022. El 12 de noviembre de 2022 firmó su primer contrato profesional con el Toulouse por 3 años. Debutó como profesional con ellos en una derrota por 6-1 en la Ligue 1 ante el Olympique de Marsella el 29 de diciembre de 2022.

## Selección nacional
Nacido en Francia, es de ascendencia congoleña. Es internacional juvenil con Francia. Contribuyó a la victoria de la selección de Francia sub-17 en el Campeonato Europeo Sub-17 de la UEFA 2022.

## Estadísticas

### Clubes
Actualizado al último partido disputado el 5 de noviembre de 2024.
| Club                             | Div.          | Temporada     | Liga  | Liga  | Copas nacionales | Copas nacionales | Copas internacionales | Copas internacionales | Total | Total |
| Club                             | Div.          | Temporada     | Part. | Goles | Part.            | Goles            | Part.                 | Goles                 | Part. | Goles |
| -------------------------------- | ------------- | ------------- | ----- | ----- | ---------------- | ---------------- | --------------------- | --------------------- | ----- | ----- |
| Toulouse F. C. II · Países Bajos | 5.ª           | 2022-23       | 15    | 0     | —                | —                | —                     | —                     | 15    | 0     |
| Toulouse F. C. II · Países Bajos | 4.ª           | 2023-24       | 3     | 0     | —                | —                | —                     | —                     | 3     | 0     |
| Toulouse F. C. II · Países Bajos | Total club    | Total club    | 18    | 0     | 0                | 0                | 0                     | 0                     | 18    | 0     |
| Toulouse F. C. Francia           | 1.ª           | 2022-23       | 2     | 0     | 1                | 0                | —                     | —                     | 3     | 0     |
| Toulouse F. C. Francia           | 1.ª           | 2023-24       | 17    | 2     | 3                | 0                | 2                     | 0                     | 22    | 2     |
| Toulouse F. C. Francia           | Total club    | Total club    | 19    | 2     | 4                | 0                | 2                     | 0                     | 25    | 2     |
| A. S. Monaco F. C.] Francia      | 1.ª           | 2024-25       | 3     | 0     | 0                | 0                | 2                     | 0                     | 5     | 0     |
| A. S. Monaco F. C.] Francia      | Total club    | Total club    | 3     | 0     | 0                | 0                | 2                     | 0                     | 5     | 0     |
| Total carrera                    | Total carrera | Total carrera | 40    | 2     | 4                | 0                | 4                     | 0                     | 48    | 2     |

## Palmarés

### Títulos nacionales
| Título          | Club           | País    | Año  |
| --------------- | -------------- | ------- | ---- |
| Copa de Francia | Toulouse F. C. | Francia | 2023 |

### Títulos internacionales
| Título                               | Equipo         | Sede   | Año  |
| ------------------------------------ | -------------- | ------ | ---- |
| Campeonato Europeo Sub-17 de la UEFA | Francia sub-17 | Israel | 2022 |